# Bosmont-sur-Serre
Bosmont-sur-Serre [bomɔ̃ syʁ sɛʁ] est une commune française située dans le département de l'Aisne en région Hauts-de-France.

## Géographie

### Hydrographie
La commune est située dans le bassin Seine-Normandie. Elle est drainée par la Serre,.
La Serre, d'une longueur de 96 km, prend sa source dans la commune de La Férée, à 265 m d'altitude, et se jette  dans l'Oise (rive gauche) à Danizy, à 52 m d'altitude, après avoir traversé 39 communes.

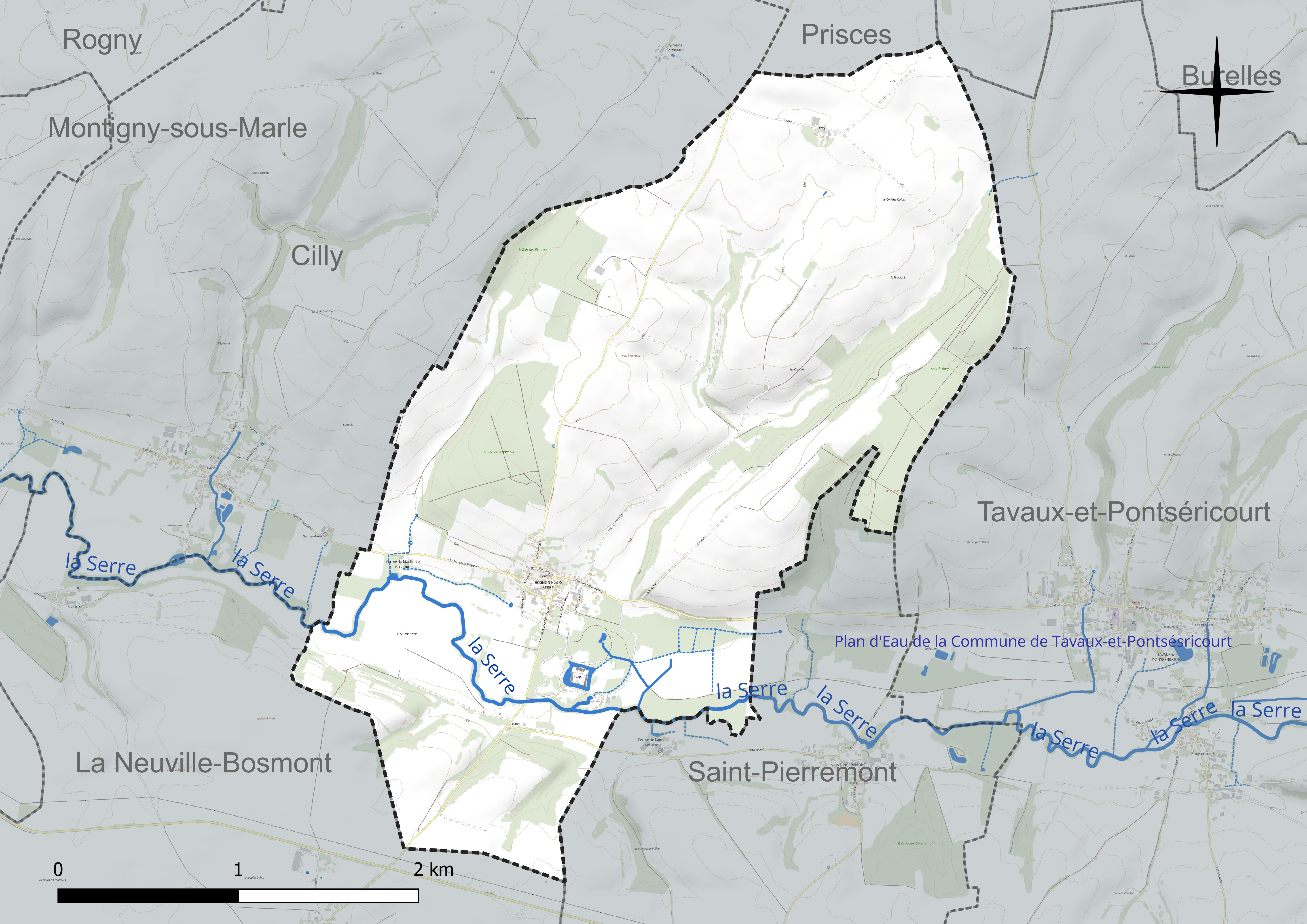
Réseau hydrographique de Bosmont-sur-Serre.

### Climat
Pour des articles plus généraux, voir Climat des Hauts-de-France et Climat de l'Aisne.
En 2010, le climat de la commune est de type climat océanique dégradé des plaines du Centre et du Nord, selon une étude du CNRS s'appuyant sur une série de données couvrant la période 1971-2000. En 2020, Météo-France publie une typologie des climats de la France métropolitaine dans laquelle la commune est exposée à un climat océanique altéré et est dans la région climatique Nord-est du bassin Parisien, caractérisée par un ensoleillement médiocre, une pluviométrie moyenne régulièrement répartie au cours de l'année et un hiver froid (3 °C).
Pour la période 1971-2000, la température annuelle moyenne est de 10,1 °C, avec  une amplitude thermique annuelle de 15,2 °C. Le cumul annuel moyen de précipitations est de 796 mm, avec 12,3 jours de précipitations en janvier et 9,2 jours en juillet. Pour la période 1991-2020 la température moyenne annuelle observée sur la station météorologique la plus proche, située sur la commune de Fontaine-lès-Vervins à 14 km à vol d'oiseau, est de 10,5 °C et le cumul annuel moyen de précipitations est de 826,3 mm,. Pour l'avenir, les paramètres climatiques de la commune estimés pour 2050 selon différents scénarios d'émission de gaz à effet de serre sont consultables sur un site dédié publié par Météo-France en novembre 2022.

## Urbanisme

### Typologie
Au 1er janvier 2024, Bosmont-sur-Serre est catégorisée commune rurale à habitat dispersé, selon la nouvelle grille communale de densité à 7 niveaux définie par l'Insee en 2022.
Elle est située hors unité urbaine et hors attraction des villes,.

### Occupation des sols
L'occupation des sols de la commune, telle qu'elle ressort de la base de données européenne d'occupation biophysique des sols Corine Land Cover (CLC), est marquée par l'importance des territoires agricoles (79,7 % en 2018), une proportion identique à celle de 1990 (79,7 %). La répartition détaillée en 2018 est la suivante : 
terres arables (66,8 %), forêts (15,2 %), prairies (12,9 %), zones urbanisées (5,2 %).
L'évolution de l'occupation des sols de la commune et de ses infrastructures peut être observée sur les différentes représentations cartographiques du territoire : la carte de Cassini (XVIIIe siècle), la carte d'état-major (1820-1866) et les cartes ou photos aériennes de l'IGN pour la période actuelle (1950 à aujourd'hui).

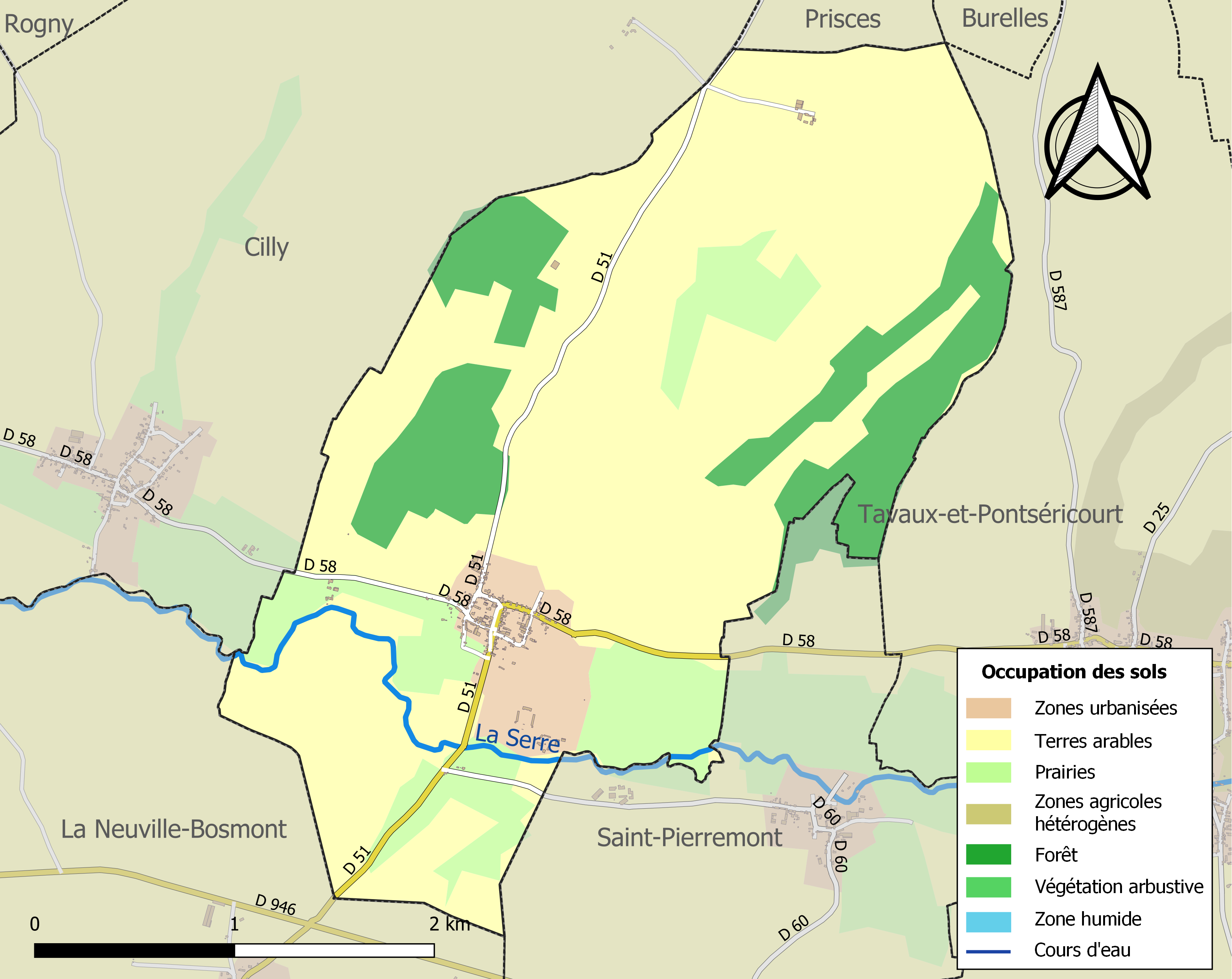
Carte des infrastructures et de l'occupation des sols de la commune en 2018 (CLC).

## Toponymie
Le nom du village apparaît pour la première fois en 1137 sous l'appellation de Bolmunt puis Bealmont dans un cartulaire de l'abbaye Saint-Martin de Laon en 1165. L'orthographe variera encore ensuite : Territorium de Boulmont, Boemont, Boumont, Bomont, Boomont, Beaumont en 1405, Paroise Saint-Remy de Bomont, et  Bomont vers 1750 sur la Carte de Cassini . Au XIXe siècle, le nom officiel deviendra Bosmont puis Bosmont-sur-Serre au XXe siècle.
La Serre est une rivière française, affluent de la rive gauche de l'Oise, donc sous-affluent de la Seine. Elle coule dans les départements des Ardennes et de l'Aisne, dans les anciennes régions Picardie et Champagne-Ardenne, donc dans les nouvelles régions Hauts-de-France et Grand-Est.
Le nom Serre est issu d'un mot celtique pour plusieurs toponymistes comme Albert Dauzat, Ernest Nègre, Charles Rostaing. Le nom vient d'une variante féminine d'un radical pré-celtique ser signifiant « couler, mouvoir rapidement et violemment »,. Une racine indo-européenne *ser- de même signification a été conjecturée,. On retrouve une origine étymologique similaire avec la Sarre et la Sère.

## Histoire
|  |  |  |

Carte de Cassini

La carte de Cassini montre qu'au XVIIIe siècle, Bomont  est une paroisse située sur la rive droite de la Serre. Le château est représenté sur la carte.

A l'est, le moulin à eau, dont les bâtiments sont encore présents de nos jours près de la rue du Moulin de Bosmont, est représenté par une roue dentée sur la Serre.

La ferme et la chapelle Saint-Antoine sont sur le terroir de Saint-Pierremont tandis que le ferme de Richemont est sur la commune de Cilly.

Le châteu fort de Bosmont

En 1346, les Anglais s'emparèrent du château fort de Bosmont que leur livra Jean de Coucy-Vervins, seigneur de Bosmont. Les Français vinrent aussitôt en faire le siège, le prirent et le rasèrent.

Fortifications des églises 

Au XVIe siècle, lors des affrontements entre François 1er et Charles Quint, et lors de la Guerre franco-espagnole de 1635 à 1659, les villages de la Thiérache furent constamment ravagés aussi bien par les troupes françaises qu'étrangères. C'est à cette époque que la plupart des villages de Thiérache, comme Bosmont-sur-Serre, fortifient leurs églises pour permettre aux habitants de s'y réfugier an cas d'attaque. Le clocher ou la nef, faits de hauts murs et surmontés d'un étage, sont flanqués de tours percées de meurtrières. En cas d'attaque de bandes de pillards, les habitants du village s'y réfugiaient avec provisions pour tenir un siège de plusieurs jours.

Le moulin de Bosmont et la briqueterie

Comme la plupart des villages de Thiérache situés près d'une rivière, Bosmont a possédé un moulin à eau qui a fonctionné jusqu'à la fin du XIXe siècle.

Vente aux enchères le samedi 15 juin 1861, du château  et du moulin de Bosmont comprenant l'usine, le moulin à farine, les ustensiles et les bâtiments d'habitation pour le meunier, ainsi que d'une briqueterie de 6 ha sise au lieu-dit les Garennes
.

Première Guerre mondiale

Le 29 août 1914, soit moins d'un mois après la déclaration de la guerre, le village est occupé par les Allemands après la défaite de l'armée française lors de la bataille de Guise. Pendant toute la guerre, Bosmont-sur-Serre restera loin du front qui se stabilisera à environ 150 km à l'est aux alentours de Péronne. Les habitants vivront sous le joug de l'ennemi : réquisitions de logements, de matériel, de nourriture, travaux forcés.
 
Ce n'est que le 6 novembre 1918 que le village sera libéré.

Sur le monument aux morts sont écrits les noms des 18 soldats de la commune morts au Champ d'Honneur  lors de la Grande Guerre  et des 4 victimes civiles décédées de faits de guerre.

### Passé ferroviaire du village
|  |  |  |  |  |

De 1907 à 1959, Bosmont a été traversée par la ligne de chemin de fer de Marle à Montcormet qui passait au sud du village sur la rive gauche de la Serre.
 
Chaque jour, quatre trains s'arrêtaient dans chaque sens dans la gare pour prendre les passagers qui se rendaient soit à Marle, soit à Montcornet.

L'ancienne gare, devenue habitation, existe encore de nos jours, ainsi que l'imposant café de la gare sur lequel on peut lire :  Café de la Gare - Construit en 1908 - Détruit en 1918 - Reconstruit en 19268 -Vive la Paix.

Après la fermeture de la ligne, les rails , les traverses et le ballast ont été vendus et de nombreuses sections du tracé ont été rendus à l'exploitation agricole.

## Politique et administration

### Découpage territorial
La commune de Bosmont-sur-Serre est membre de la communauté de communes du Pays de la Serre, un établissement public de coopération intercommunale (EPCI) à fiscalité propre créé le 17 décembre 1992 dont le siège est à Crécy-sur-Serre. Ce dernier est par ailleurs membre d'autres groupements intercommunaux.
Sur le plan administratif, elle est rattachée à l'arrondissement de Laon, au département de l'Aisne et à la région Hauts-de-France. Sur le plan électoral, elle dépend du  canton de Marle pour l'élection des conseillers départementaux, depuis le redécoupage cantonal de 2014 entré en vigueur en 2015, et de la troisième circonscription de l'Aisne  pour les élections législatives, depuis le dernier découpage électoral de 2010.

### Administration municipale

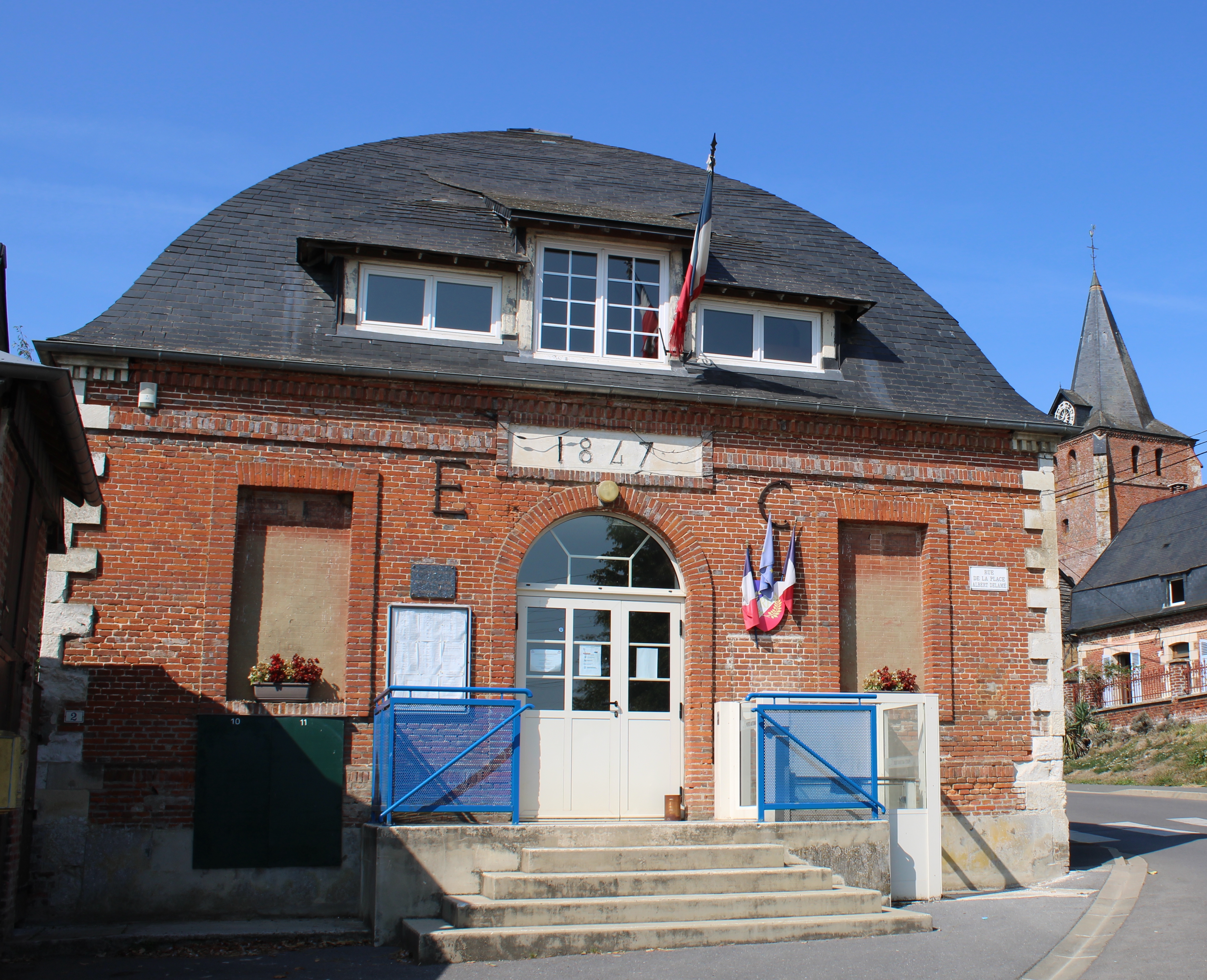
La mairie datée de 1847.

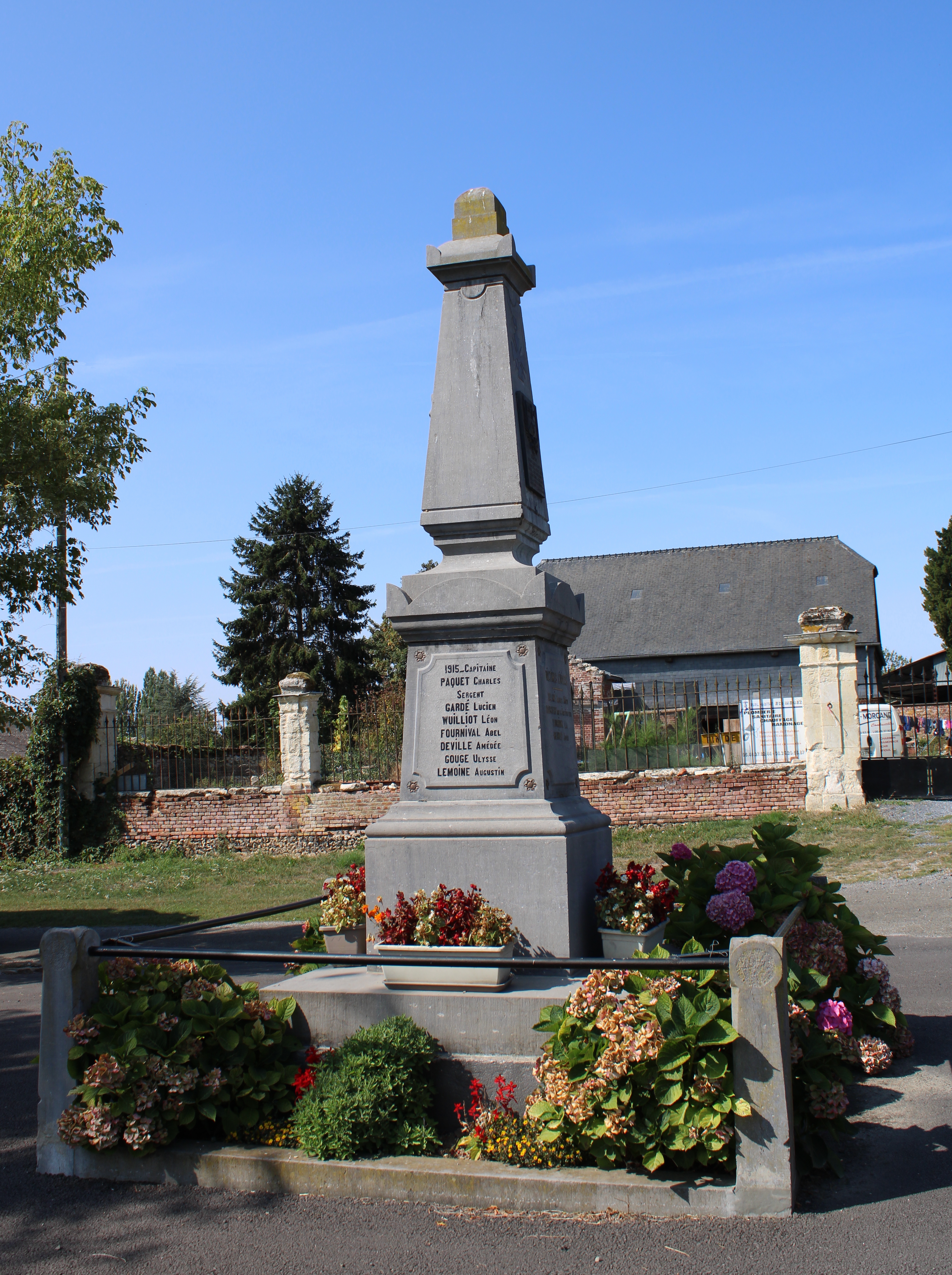
Le monument aux morts.

| Période                                  | Période                       | Identité                                                | Étiquette | Qualité         |
| ---------------------------------------- | ----------------------------- | ------------------------------------------------------- | --------- | --------------- |
| Les données manquantes sont à compléter. |                               |                                                         |           |                 |
| Dans les années 1930                     |                               | Humbert La Tour du Pin Chambly de la Charce (1869-1951) |           | Ancien officier |
| mars 2001                                | mars 2008                     | Jacky Mangelinck                                        |           |                 |
| mars 2008                                | 2014                          | Gérard Pennes                                           |           |                 |
| mars 2014                                | juin 2020                     | Amélie Loiseau                                          | SE        |                 |
| juin 2020,                               | En cours (au 7 novembre 2020) | Laurent Duchêne                                         |           |                 |

## Démographie
L'évolution du nombre d'habitants est connue à travers les recensements de la population effectués dans la commune depuis 1793. Pour les communes de moins de 10 000 habitants, une enquête de recensement portant sur toute la population est réalisée tous les cinq ans, les populations de référence des années intermédiaires étant quant à elles estimées par interpolation ou extrapolation. Pour la commune, le premier recensement exhaustif entrant dans le cadre du nouveau dispositif a été réalisé en 2006.

En 2022, la commune comptait 171 habitants, en évolution de −12,76 % par rapport à 2016 (Aisne : −1,97 %, France hors Mayotte : +2,11 %).
| 1793 | 1800 | 1806 | 1821 | 1831 | 1836 | 1841 | 1846 | 1851 |
| ---- | ---- | ---- | ---- | ---- | ---- | ---- | ---- | ---- |
| 335  | 405  | 458  | 494  | 749  | 473  | 477  | 483  | 485  |

| 1856 | 1861 | 1866 | 1872 | 1876 | 1881 | 1886 | 1891 | 1896 |
| ---- | ---- | ---- | ---- | ---- | ---- | ---- | ---- | ---- |
| 436  | 425  | 406  | 385  | 400  | 356  | 338  | 354  | 360  |

| 1901 | 1906 | 1911 | 1921 | 1926 | 1931 | 1936 | 1946 | 1954 |
| ---- | ---- | ---- | ---- | ---- | ---- | ---- | ---- | ---- |
| 345  | 320  | 314  | 342  | 311  | 324  | 309  | 280  | 272  |

| 1962 | 1968 | 1975 | 1982 | 1990 | 1999 | 2006 | 2011 | 2016 |
| ---- | ---- | ---- | ---- | ---- | ---- | ---- | ---- | ---- |
| 309  | 313  | 270  | 251  | 197  | 190  | 206  | 207  | 196  |

| 2021 | 2022 | - | - | - | - | - | - | - |
| ---- | ---- | - | - | - | - | - | - | - |
| 178  | 171  | - | - | - | - | - | - | - |

## Culture locale et patrimoine

### Lieux et monuments
- Église Saint-Rémi.
- Château de Chambly du XVIIe siècle avec façades et toiture classées depuis 1966.
- Ancien abri allemand dit du Kaiser : bunker enfoncé de trois mètres dans le sol, aujourd'hui couvert par la végétation, dans lequel Guillaume II est venu superviser les opérations militaires de la Première Guerre mondiale. Classé depuis 1921.
- Site fossoyé du Châtelet[35].
- L'Île aux quatre pigeonniers : parc privé de 15 ha ouvert à la visite qui réunit un potager redessiné en 2000, des volières abritant des dindons, des faisans dorés et argentés, vingt-quatre carrés plantés de fleurs et d'agrément : euphorbes, gauras, anémones, iris, une roseraie avec plus de cent variétés, un verger avec cerisiers, abricotiers, cassissiers et groseilliers, des arbustes taillés en topiaire et quatre pigeonniers.

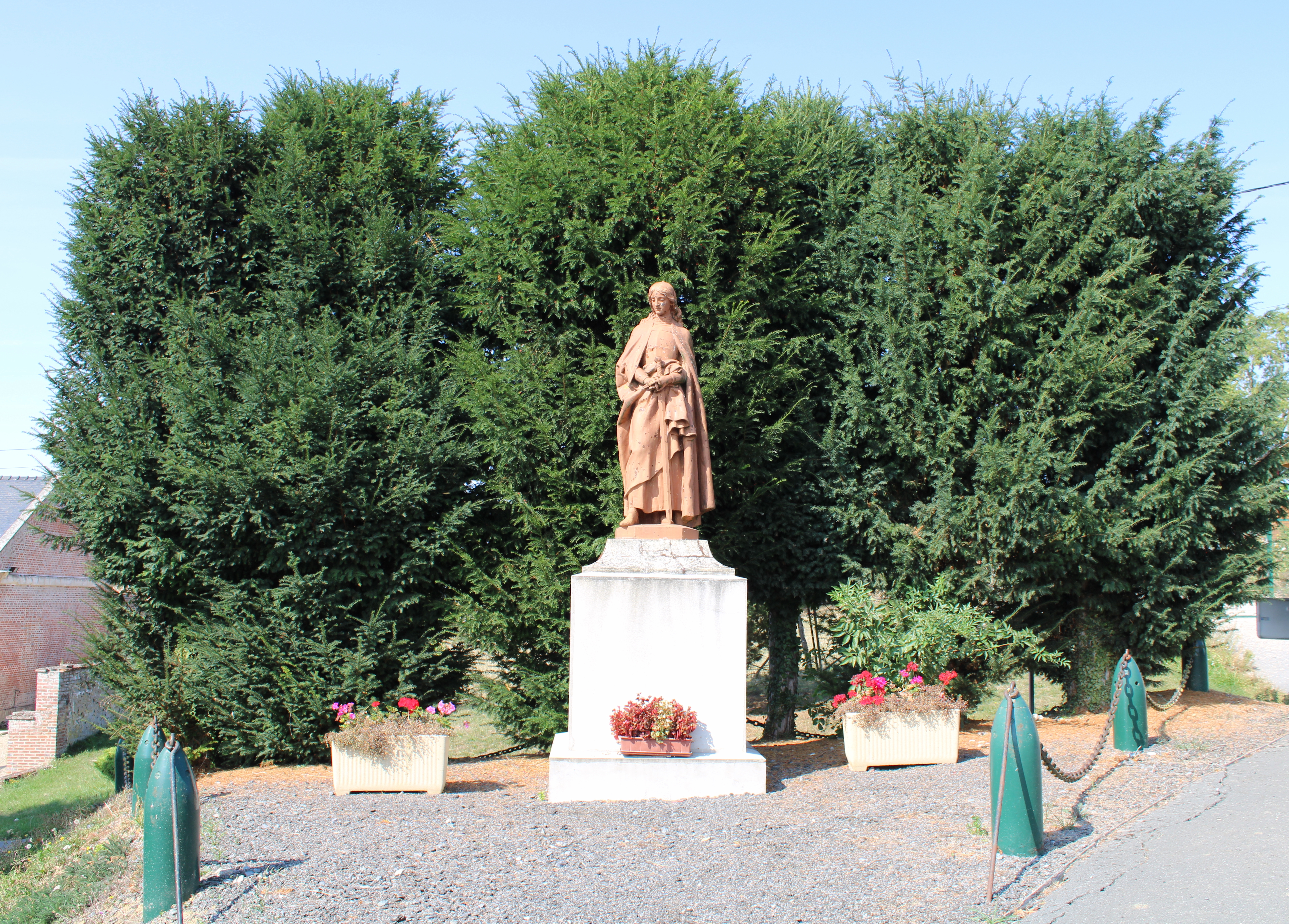
Le monument Jeanne-d'Arc.
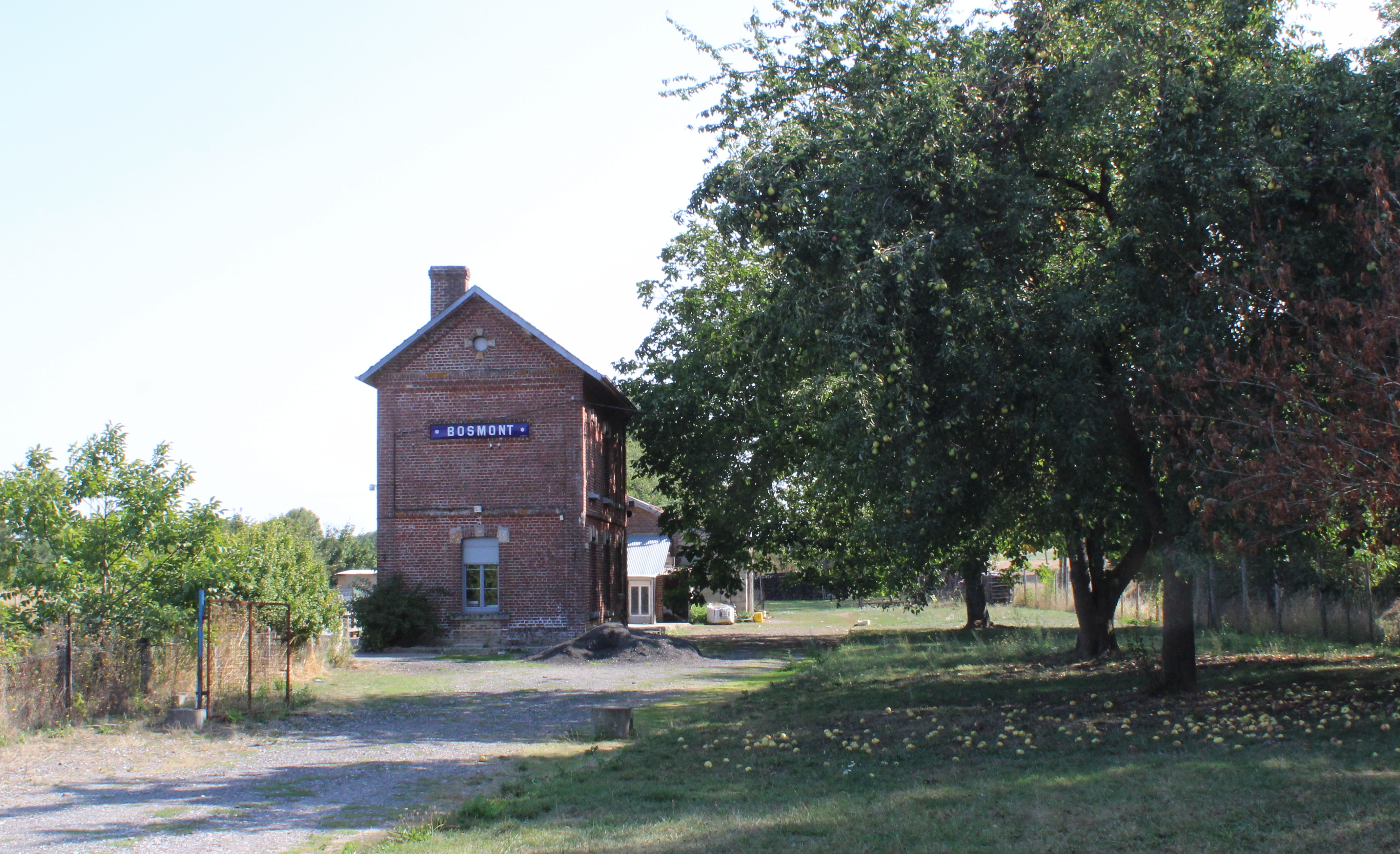
L'ancienne gare.
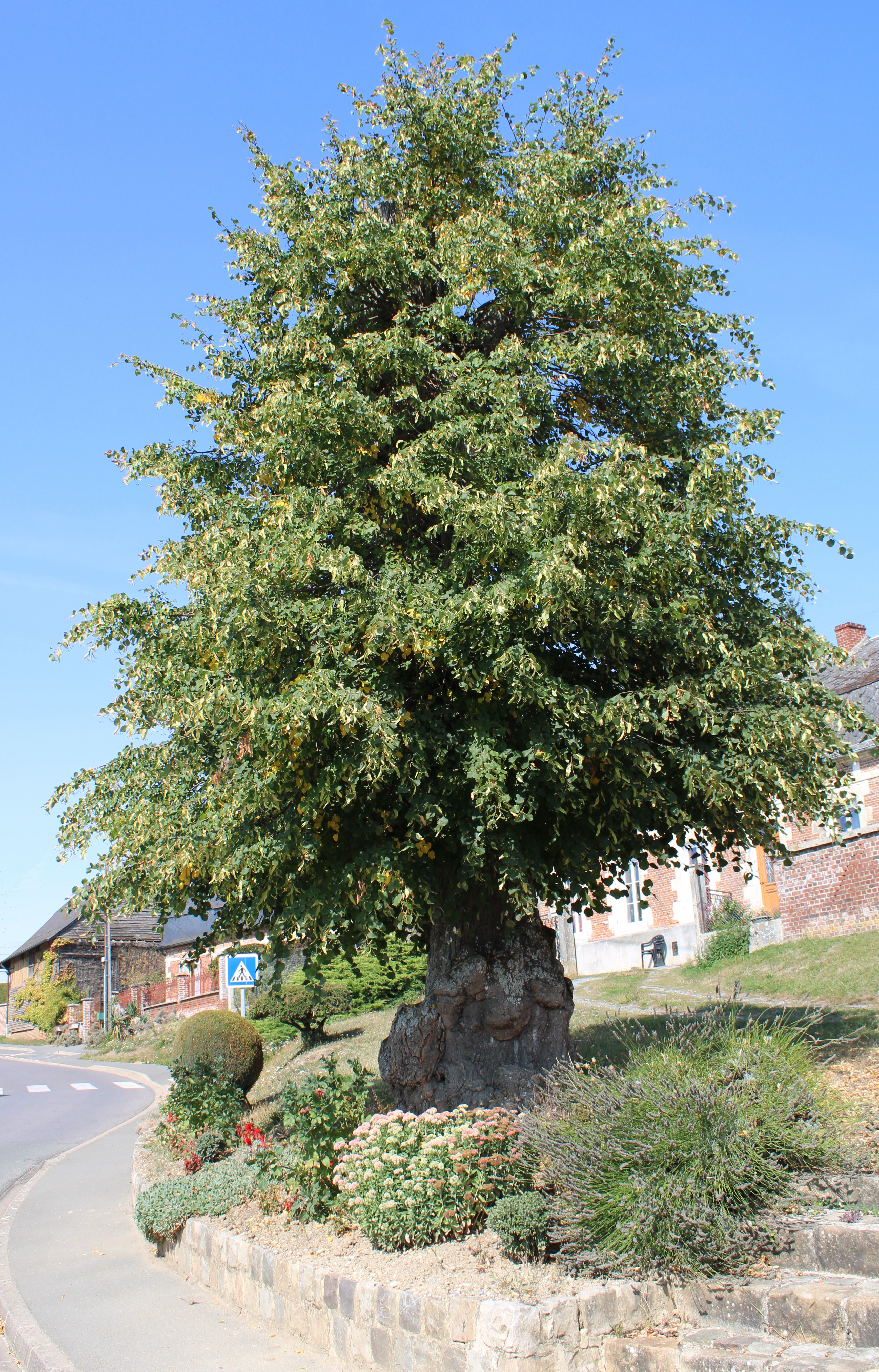
Tilleul centenaire sur la place de la Mairie.
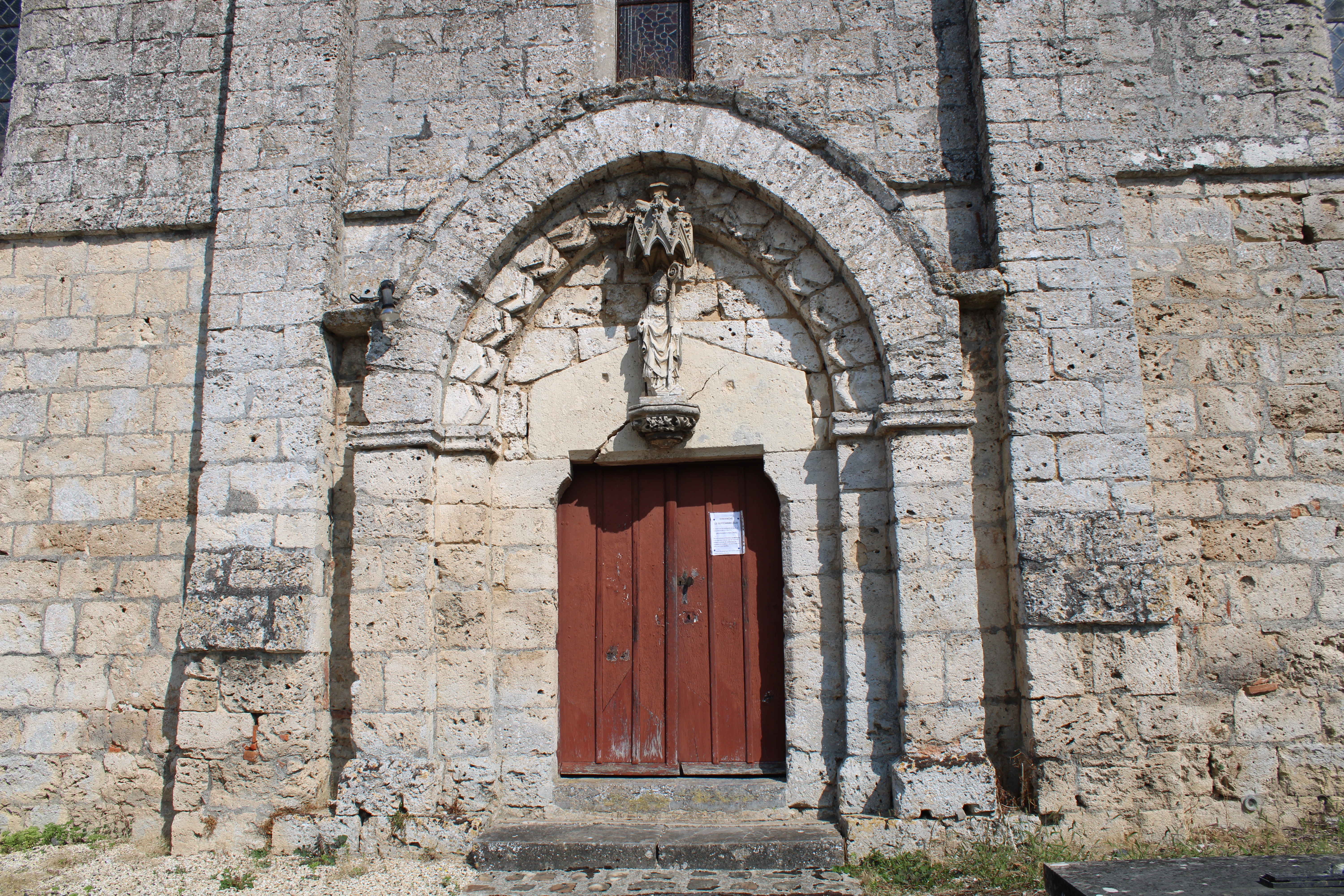
Le porche de l'église.
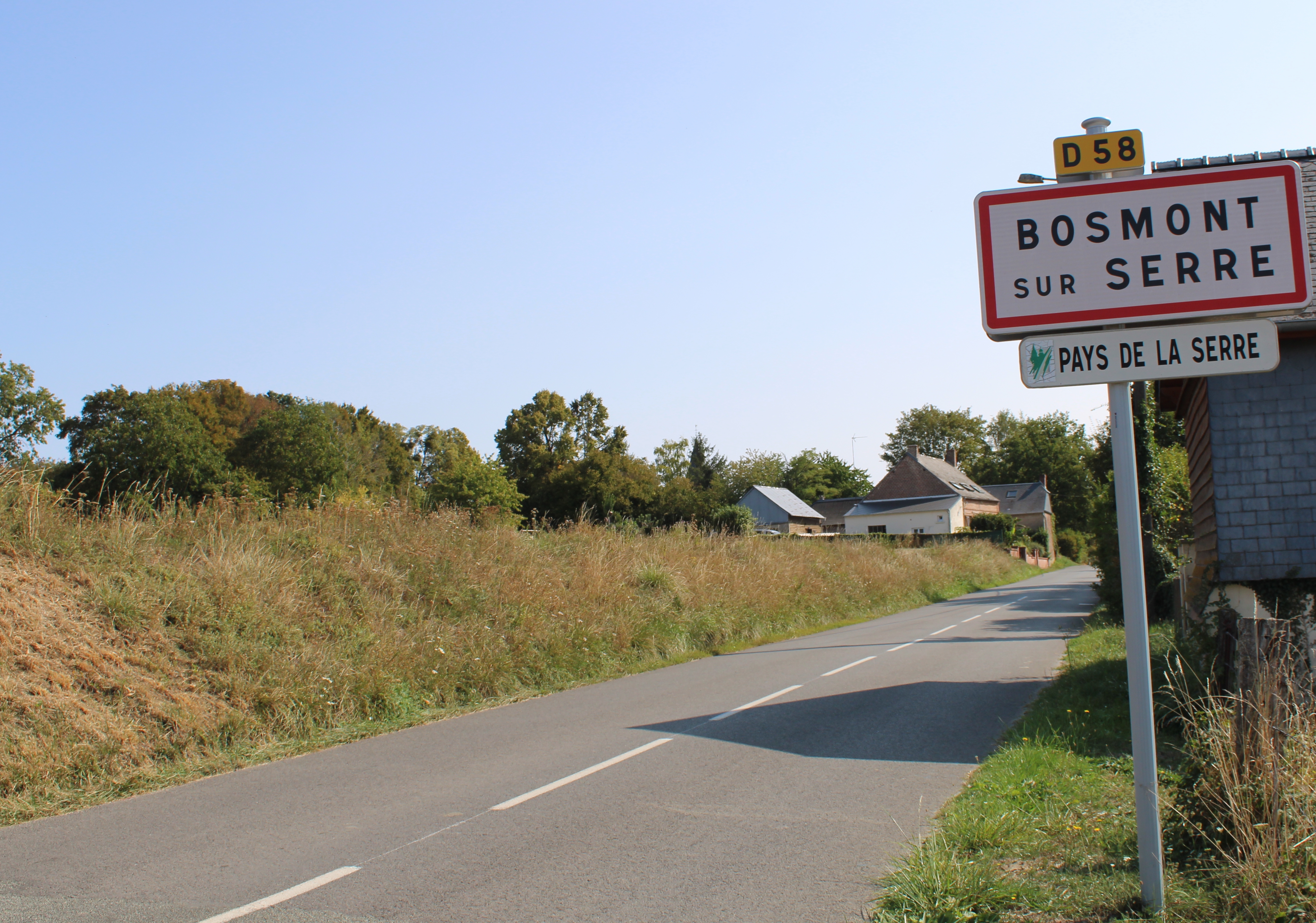
Entrée de la commune.

### Personnalités liées à la commune
- Destin Dupuy né à Bosmont-sur-Serre en 1848 (docteur en médecine, député de l'Aisne, maire de Vervins) à qui un buste rend hommage dans le cimetière communal[36].
- Tombes de la famille De la Tour du Pin Chambly dans le cimetière[37].

### Héraldique
| Blason de Bosmont-sur-Serre | Blason  | Coupé d'argent à la croix engrêlée d'azur chargé de cinq fleurs de lys d'or, et du second au mont du premier chargé d'un rencontre de bœuf de sable accorné d'or et langué de gueules. |
| Blason de Bosmont-sur-Serre | Détails | Le statut officiel du blason reste à déterminer. |

## Pour approfondir